# Kees Kuijs
Cornelis Johannes „Kees“ Kuijs (* 4. října 1931) je bývalý nizozemský fotbalista, který hrál jako obránce. V letech 1955 až 1962 odehrál 43 zápasů za nizozemskou reprezentaci.

## Statistiky
| Sezóna  | Klub    | Stát       | Liga            | Liga   | Liga | Pohár  | Pohár | Mezinárodní | Mezinárodní | Další  | Další | Celkem | Celkem |
| Sezóna  | Klub    | Stát       | Liga            | Zápasy | Góly | Zápasy | Góly  | Zápasy      | Góly        | Zápasy | Góly  | Zápasy | Góly   |
| ------- | ------- | ---------- | --------------- | ------ | ---- | ------ | ----- | ----------- | ----------- | ------ | ----- | ------ | ------ |
| 1951/52 | Haarlem | Nizozemsko | Eerste klasse A | 6      | 0    | –      | 0     | 0           | 0           | 6      | 0     | 12     | 0      |
| 1952/53 | Haarlem | Nizozemsko | Eerste klasse B | 24     | 0    | –      | 0     | 0           | 0           | 0      | 0     | 24     | 0      |
| 1953/54 | Haarlem | Nizozemsko | Eerste klasse A | 25     | 0    | –      | 0     | 0           | 0           | 0      | 0     | 25     | 0      |
| 1954/55 | Haarlem | Nizozemsko | Eerste klasse A | 2      | 0    | –      | 0     | 0           | 0           | 0      | 0     | 2      | 0      |
| 1954/55 | Haarlem | Nizozemsko | Eerste klasse C | 23     | 0    | –      | –     | –           | –           | –      | –     | 23     | 0      |
| 1955/56 | NAC     | Nizozemsko | Hoofdklasse A   | 32     | 1    | –      | –     | –           | –           | –      | –     | 32     | 1      |
| 1956/57 | NAC     | Nizozemsko | Eredivisie      | 33     | 0    | –      | –     | –           | –           | –      | –     | 33     | 0      |
| 1957/58 | NAC     | Nizozemsko | Eredivisie      | 34     | 0    | –      | –     | –           | –           | –      | –     | 34     | 0      |
| 1958/59 | NAC     | Nizozemsko | Eredivisie      | 31     | 0    | –      | –     | –           | –           | –      | –     | 31     | 0      |
| 1959/60 | NAC     | Nizozemsko | Eredivisie      | 33     | 0    | –      | –     | –           | –           | –      | –     | 33     | 0      |
| 1960/61 | NAC     | Nizozemsko | Eredivisie      | 34     | 0    | –      | –     | –           | –           | –      | –     | 34     | 0      |
| 1961/62 | NAC     | Nizozemsko | Eredivisie      | 21     | 0    | –      | –     | –           | –           | –      | –     | 21     | 0      |
| 1962/63 | NAC     | Nizozemsko | Eredivisie      | 15     | 0    | –      | –     | –           | –           | –      | –     | 15     | 0      |
| Celkem  | Celkem  | Celkem     | Celkem          | 313    | 1    | –      | –     | –           | –           | 6      | 0     | 319    | 1      |